# 酒井和歌子
酒井 和歌子（さかい わかこ、1949年〈昭和24年〉4月15日 - ）は、日本の女優。血液型はB型。兄1人。 スタッフ・アップ プロモーション所属。愛称は「ワコちゃん」。
東京都出身（栃木県生まれ）。目白学園高等学校卒業、目白学園女子短大国文学科中退。

## 来歴
栃木県で生まれ、生後間もなく東京都板橋区に移り住む。小学校に入学して劇団若草へ入団する。
1961年の『あいつと私』やテレビドラマに出演する傍ら、『女学生の友』などの少女雑誌のモデルとして活躍した。
1964年、『今日もわれ大空にあり』のオーディションに合格し、東宝に入社した。内藤洋子と共に「青春スター」と呼ばれた。また、吉永小百合や栗原小巻らとともに、酒井和歌子の名前があがることも多かった。夏木陽介主演の『これが青春だ!』『でっかい太陽』での清純な女子高生役が爽やかな印象を残して注目を得ることに成功。
1968年には、『めぐりあい』で初主演。同作品の成功で看板女優として認められ、「ワコちゃん」と呼ばれた。続いて『若大将シリーズ』でのヒロイン・節子役や『日本の青春』などの話題作でも顔が知られるようになった。
1974年にはドラマ『ちょっとしあわせ』で郷ひろみ、高沢順子らと共演した。表裏のないテレビ画面の通りの人柄の良さで知られ、共演した芹明香は、酒井和歌子の人柄について「本当に善い人。すごく好きだった」と証言している。
長らく清純派女優のイメージを引き継いだ役柄が多かったが、1973年(完成は1972年)の『グアム珍道中』で、主人公を翻弄する辣腕のビジネスウーマンを演じて転機を示し、1976年の『妻と女の間』では、一時の愛に溺れる平凡な人妻役をこなした。同年、東宝を退職し、フリーとなり、活動の場をテレビドラマに移した。
1970年代以降は『火曜サスペンス劇場』や『土曜ワイド劇場』、『東芝日曜劇場』といったテレビドラマの常連として活躍し、良妻賢母から愛欲に溺れる悪女、主人公の母、姑まで多岐にわたる「女の人生」を演じ切った。

## 人物
- 親友の女優は、小学3年生時に同じ劇団で同期入団した柏木由紀子など。
- 趣味は旅行。世界遺産巡りが好きで、特に大自然を見るのが好みとのこと。
- 健康のために週2回の水泳を続けている。
- 2018年9月に母親が92歳で亡くなり、その後も独身を貫いている[1]。

## 出演

1962年

### 映画
太字は主演、斜体はヒロイン役。
- あいつと私（1961年9月10日・日活） - たえ子
- 目をつぶって突っ走れ（1962年6月3日・日活） - ルミ子
- 今日もわれ大空にあり（1964年2月29日・東宝） - 山崎洋子
- 落語野郎シリーズ（東宝）
  - 落語野郎 大脱線 （1966年6月30日） - 魚屋かよ
  - 落語野郎 大馬鹿時代（1966年11月20日） - 由子
  - 落語野郎 大爆笑（1967年2月11日） - お七
- これが青春だ!（1966年12月17日・東宝） - 香代
- 若大将シリーズ（東宝）
  - レッツゴー!若大将（1967年1月1日） - スチュワーデス
  - フレッシュマン若大将（1969年1月1日） - 高木節子
  - ニュージーランドの若大将（1969年7月12日） - 森川節子
  - ブラボー!若大将（1970年1月1日） - 松井節子
  - 俺の空だぜ!若大将（1970年8月14日） - 塚本節子
  - 若大将対青大将（1971年1月9日） - 塚本節子、美人の客
- 伊豆の踊子（1967年2月11日・東宝） - お雪
- 続・何処へ（1967年3月12日・東宝） - 森田美代
- でっかい太陽（1967年9月15日・東宝） - 本田桃代
- 青春太郎（1967年10月18日・東宝） - 半沢花子
- ドリフターズですよ!シリーズ（東宝）
  - ドリフターズですよ!前進前進また前進（1967年10月28日） - 里子
  - ドリフターズですよ!盗って盗って盗りまくれ（1968年4月10日） - ユキ
- 燃えろ!太陽（1967年12月6日・東宝） - 並木和子
- 社長シリーズ（東宝） - 中川めぐみ
  - 社長繁盛記（1968年1月14日）
  - 続・社長繁盛記（1968年2月24日）
- めぐりあい（1968年3月27日・東宝） - 今井典子
- 河内フーテン族（1968年5月25日・東宝） - トヨ
- 日本の青春（1968年・東宝） - 鈴木真理子
- 東宝8.15シリーズ（東宝）
  - 連合艦隊司令長官 山本五十六（1968年8月14日） - 矢吹友子[8]
  - 激動の昭和史 沖縄決戦（1971年7月17日） - 渡嘉敷良子[8]
- クレージー映画シリーズ（東宝）
  - 空想天国（1968年8月14日） - 山村宏子
  - 日本一のショック男（1971年12月31日） - 山上春子
- 兄貴の恋人（1968年9月7日・東宝） - 野村和子
- 街に泉があった（1968年10月12日・東宝） - 榎本弓子
- 燃えろ!青春（1968年12月19日・東宝） - 三沢朝子
- 恋にめざめる頃（1969年3月29日・東宝） - 山本君子
- 二人の恋人（1969年4月12日・東宝） - 坂本光代
- 俺たちの荒野（1969年6月28日・東宝） - 由希
- 大日本スリ集団（1969年11月22日・東宝） - 昭子
- 悪魔が呼んでいる（1970年7月4日・東宝） - 江原ユリ
- 誰のために愛するか（1971年4月1日・東宝） - 宮井朋子
- 昭和ひとけた社長対ふたけた社員（1971年5月22日・東宝） - 節子
  - 昭和ひとけた社長対ふたけた社員 月月火水木金金（1971年10月30日・東宝） - 節子
- いのちぼうにふろう（1971年9月11日・東宝） - おきわ
- 百万人の大合唱（1972年2月26日・東宝） - 渡部昭子
- 戦争を知らない子供たち（1973年5月12日・東宝） - 二条早苗
- グアム島珍道中（1973年12月29日・東宝） - 長田紀子
- 華麗なる一族（1974年1月26日・東宝） - 万俵二子
- 妻と女の間（1976年1月17日・東宝） - 三女・乃利子
- 刑事物語2 りんごの詩（1983年7月2日・東宝） - 室伏澄江
- 修羅の群れ（1984年11月17日・東映） - 稲原雪子
- アイ・ラヴ・ピース（2003年・映画「アイ・ラヴ・ピース」製作上映委員会） - 中沢紀子
- 県庁の星（2006年2月25日・東宝） - 小倉早百合
- アイ・アム_I_am.（2010年） - 江成瑞恵
- 旅の贈りもの 〜明日へ〜（2012年10月27日） - 秋山美月

### テレビドラマ
NHK
- 銀河テレビ小説
  - つらつら椿（1973年） - 井川マオ
  - 僕たちの失敗（1974年） - 伊吹まさ子
  - 崖（1975年） - 香村つかさ
  - 昭和の青春シリーズ 第3回「春の谷間」（1977年） - 早見みさ子
  - 本日開店（1982年） - 君栄
- 白き抗争（1983年） - 風間洋子
- 水曜ドラマ
  - 愛されてますかお父さん（1990年） - 恵子
- 土曜ドラマ
  - 和菓子の味（1994年） - 松井京子
- 水曜シリーズドラマ 噂の伝次郎（1997年） - 菅原夏絵
- FLY 航空学園グラフィティ（2000年） - 氏家弥生
- 菜の花の沖（2000年） - 貞代

日本テレビ
- 悔いなき煩悩 （1962年12月～1963年9月） - 秋元景子
- 青春とはなんだ 第13話「危険な年輪」（1966年1月16日） - 木塚敦子
- わたしの事情（1966年3月 - 6月）
- 河のほとりで（1966年10月 ‐ 1967年2月）
- 右門捕物帖 第24話「無明流女秘剣」（1970年3月14日）
- 土曜グランド劇場 あしたはまっ白（1970年6月 - 7月） - 茜
- 火曜日の女シリーズ
  - 蒼いけものたち（1970年8月 - 9月）  - 水川美矢子
  - 土曜日の女・香港からの手紙（1973年11月 - 1974年1月） - 足立真弓
- 飛び出せ!青春（1972年2月 - 1973年2月） - 本倉明子先生
- 夫婦学校第2シーズン 第22回「女房の妬くほど…」（1973年3月）
- らっきょうの花（1973年4月 - 8月、よみうりテレビ制作） - 杏子
- 太陽にほえろ! 第101話「愛の殺意」（1974年6月21日） - 今井典子
- 気まぐれ天使（1976年10月 ‐ 1977年10月） - 南條友江（1977年1月の第16話より）
- さらば愛－最後の診断－（1977年10月 ‐ 1978年1月） - 菊村香
- 翔んでますえ（1979年10月 ‐ 1980年3月、よみうりテレビ制作）
- 生きるなり（1980年） - 酒井和歌子（本人役）
- 私はタフな女（1981年） - 恵子
- 死を抱く女（1982年） - 浜田絢子
- 家族それぞれの殺意!（1982年）
- 悪魔になった妻（1982年）
- ガラスの階段 呪われた過去を知る男が殺された! そして私は…（1983年） - 室町志津子
- 密会（1984年）
- 不倫の脅迫状 妻の座を捨て愛に溺れた女に地獄からの催促!!（1984年）
- 火曜サスペンス劇場
  - 死を抱く女（1982年）
  - 愛の牢獄（1984年） - 秋本多津子
  - さよならを言えない女（1986年）
  - 見知らぬ夫（1986年） - 荒木章子
  - 死角関係 隣人夫婦男女四人のからみ合い（1987年） - 野瀬裕子
  - 再婚する女（1991年9月10日）
  - 弁護士・高林鮎子 第24話「東京環状線・夏の迷走」（1999年7月20日） - 西田直子
  - 小京都ミステリー 第27作「奥州三代嫁姑殺人事件」（2000年） - 桜木由紀子
  - 身辺警護 第8話「花嫁の父が22口径の銃で狙撃された」（2001年8月14日） - 坂崎雅代
  - 監察医・室生亜季子 第31話「母の波濤」（2002年3月19日） - 今井のり子
  - 女の家（2002年7月30日） - 静江
  - 二通の手紙（2004年） - 伊織真沙未
  - 監察医・室生亜季子 第36話「母子鑑定」（2005年1月） - 大川美奈子
  - 無能の真実（1985年）
- 二人の妻（1985年）
- 愛ありて、夢ありてこそ（1986年）
- 仮面の良妻（1986年） - 節子
- 受胎のマリア（1987年）
- 無実の証明（1988年） - 玉木律子
- 一種、ハッピーエンド（1988年）
- 風に吹かれて（1989年）
- 命みじかく（1990年）
- 別れの余韻（1990年）
- お茶の間（1993年1月 ‐ 3月、よみうりテレビ制作） - まさえ
- 星の金貨（1995年4月 ‐ 7月） - 永井美智代
  - 続・星の金貨（1995年10月 ‐ 12月） - 永井美智代
- 松本清張ドラマスペシャル・黒の回廊（2004年3月23日） - 梶原澄子
- 仔犬のワルツ（2004年4月 ‐ 6月） - 片岡久枝
- お助け屋☆陣八（2013年、よみうりテレビ制作） - 飯島フミ

TBS
- おかあさん第2シリーズ 第227話「白い杖」（1964年）
- まかしといて!（1968年）
- ナショナル劇場
  - こんにちは!そよ風さん（1969年） - 西方桂子
  - 大岡越前 第7部、第8部 （1983年 - 1985年） - 雪絵
- 東芝日曜劇場
  - デートをへらせ（1971年、HBC制作）
  - 知らぬが仏（1972年）
  - さらば夏の光よ（1974年、中部日本放送制作） - 戸田京子
  - 二人で歩いて（1984年、 RKB制作）
  - 父と子の約束（1984年） - 星子
- あたし頑張ってます（1971年 - 1972年）
- いま炎のとき（1972年） - 賀川妙子
- ガラスの森（1975年 - 1976年）
- 結婚前夜シリーズ 第10回「ふたりの愛」（1976年）
- 遥かなる海（1976年）
- 森村誠一シリーズ
  - 暗黒流砂（1977年、毎日放送制作） - 純子
- かあさん堂々（1977年） ‐ 立原夕子
- 夫婦ようそろ（1978年）
- 八甲田山（1978年） ‐ 中田きぬ
- 幸福の断章（1978年、毎日放送制作）
- 木曜座
  - あした泣く（1978年）
- 男なら!（1979年） - 広岡紀子
- 燃える命（1981年） - 市原明子
- 愛の滑走路'81（1981年） - 真弓（河合美奈子）
- 愛と炎の砂漠・時の扉（1982年）
- 水曜ドラマスペシャル 単身家族 -最後に愛を見たのは-（1985年5月15日）
- 妻そして女シリーズ
  - ああ嫁姑Ⅱ 第1話「姑の哲学」（1985年、毎日放送制作）
  - 恋ゲーム（1985年、毎日放送制作）
  - 愛の転生（1988年、毎日放送制作）
- 猫と亭主と二人の女・弁護士結城亜紀子の場合（1988年）
- 五島・福江行（1989年8月12日） - 淑子
- 社長になった若大将（1992年） - 田沼近子
- フジヤマのトビウオ 古橋広之進物語（1992年）
- 猫魔に消えた花嫁（1995年）- 石神あけみの母
- 月曜ミステリー劇場 万引きGメン・二階堂雪10「ねたみ」（2003年） - 野添久子
- 検察事務官 黒ユリ（2016年） - 律子

フジテレビ
- フレッシュマン（1967年）
- おんなの劇場 青春の挽歌（1970年）
- 土曜劇場
  - 春ですもの（1973年） - 桐子
  - 赤ちゃんがいっぱい（1975年） - 更科由美子
- ふたりは夫婦 第23回「ロマンか不満か」（1975年）
- 銭形平次 第594回「冬の蜆」（1977年10月19日） - お柳
- 柳生一族の陰謀 第14話「魔性の館」（1979年1月2日） - 千姫
- 平岩弓枝ドラマシリーズ「日本のおんなシリーズII 春の翳」（1981年） - 亮子
- ライオン午後のサスペンス「殺さないで! あなた」（1983年） - 主演
- 金曜女のドラマスペシャル
  - サヨウナラあなた－あなたも夫を捨てられる－（1984年）- 主演
  - 殺す風（1985年）- 主演
  - 妻が夫を超えるとき（1986年）- 主演・真知子
  - 再会-その危険な罠-（1987年8月21日）- 主演・沢井衿子
- 成人の日特別企画「父たちの物語」（1988年）
- 男と女のミステリー「闇の殺意」（1988年）- 主演・真紀
- 内海隆一郎・心の旅シリーズ「風花の町へ」（1993年、関西テレビ制作）
- 上を向いて歩こう!（1994年） - 細井瑞穂
- 花王ファミリースペシャル 裸の大将 第72回「少女と清の母恋し」（1995年、関西テレビ制作） - 岡田美代子（立石美代子）
- もう我慢できない!（1996年、関西テレビ制作） - 福本園子
- オレゴンから愛'96 ラブレター 大自然の中で父と子が向き合った（1996年） - 岡田
- はるちゃん6（2002年、東海テレビ制作） - 清藤しのぶ
- おみやさん第5シリーズ「時効直前!! 熟年離婚が呼ぶ二つの殺意」（2006年） - 山下圭子
- 金曜エンタテイメント
  - 京都祇園入り婿刑事事件簿4「創作京人業界をゆるがすスキャンダルの謎!新星のごとく登場した美人人形師…」（1999年） - 大友春枝
  - 浅見光彦シリーズ 榎木孝明版11「皇女の霊柩」（2001年） - 池本志保

テレビ朝日
- ポーラ名作劇場 忍ぶ糸（1971年） - 滝本千賀
- 人形佐七捕物帳 最終話「怪談・座頭の鈴」（1971年） - 駒代
- 泣きべそ・ほほえみ・六本木（1972年）
- テレビスター劇場
  - もうひとつの愛（1974年、毎日放送制作）
- ちょっとしあわせ（1974年） - 柚木鈴子
- 君の名は（1976年） - 氏家真知子
- 土曜ワイド劇場
  - ある誘拐 裁かれる刑事（1978年） - 尾坂美知子
  - 松本清張の紐・恐怖の大回転遊覧車（1979年） - 戸田正子
  - 悪女の仮面 扉の陰に誰かが（1980年） - 黒川アキ
  - 昭和7年の姦通殺人鬼 血に染まった函館（1980年） - 秋川ひろ子
  - 仮面の花嫁 暗闇へのワルツ（1981年3月14日） - キャサリン
  - ヒット曲は殺しのテーマ 忘れない女（1982年3月13日） - マヤ
  - 整形復顔の女 私の過去をあばかないで 結婚への変身!（1983年）- 大村智子
  - 母に捧げる犯罪 美しい女相続人（1983年）- 佐伯加代子
  - 夏樹静子の女の銃（1984年）- 奈美子
  - 過去を消す女 私の結婚のために死んで下さい（1984年）- 掛川留美（旧姓・小林）
  - 西村京太郎トラベルミステリー16・「寝台特急八分停車」（1989年） - 中根恭子
  - 京都殺人案内16「復讐の逆転法廷」（1990年） - 織井紀和
  - 同居人カップルの殺人推理旅行3「犬が見た死体」（1995年） - 阿川和代
  - 警察署長 第1回「切り落とされた指を残して消えた容疑者! 浮かばない死体の謎? 偽名で身投げした人妻の叫び…」（1997年） - 丹羽真沙子
  - 牟田刑事官事件ファイル26「沖縄仲人旅行連続殺人」（1999年） - 宮下幸代
  - 事件8・姑を殺した女!（2000年） - 吉永美都子
  - 家政婦は見た!21「大財閥デパート王の表と裏の二つの顔！妻、料亭女将、宝石商…影の家族の相関図」（2003年） - 矢内美子
  - 狩矢父娘シリーズ8 「京都・花見小路殺人事件・華やかな祇園の舞妓と芸子の裏の顔…密室に三匹の猫トリック!」（2007年） - 三上陽子
  - 弁天祐美子法律事務所2（2009年11月） - 加山澄江
  - 検事・朝日奈耀子14「500円弁当と同じ味の高級料理!?カリスマシェフ連続殺人を愛妻レシピが解く」（2013年） - 佐伯美代子
- 長七郎天下ご免!（1979年 - 1980年） - おさよ
- 夏樹静子の断崖からの声（1980年）
- 消えた献本（1981年）
- 石沢英太郎のその犬の名はリリー（1982年）
- 月曜ワイド劇場
  - 女の犯罪シリーズ「わが子を誘拐した女・生みの母VS育ての母、あの子は私の子です！」（1982年） - 八重子
  - 私はみだらな女 華道家元スキャンダル事件!（1984年）
  - 狙われた非行主婦（1985年）
- 女たちの課外授業（1983年） - 森本朝子
- 女の一生（1985年）
- 女ざかり、三人旅（1986年）
- 死がお待ちかね グルメ・不倫・女の愛憎 函館殺人夜景（1990年）
- 独身キャリアウーマンの甘い夢（1991年） - 孝子
- 必殺仕事人・激突!（1991年 - 1992年、ABC制作） - 元締・初瀬
- 京都殺人案内 第22回「高千穂から消えた美女と夜神楽の謎」（1996年） - 節子
- 京都祇園入り婿刑事事件簿4 「創作京人形界をゆるがすスキャンダルの謎! 新星のごとく登場した美人人形師…死体に付着した白い粉が告げる秘密とは」（1999年） - 大友春枝
- 牟田刑事官事件ファイル第26作「沖縄仲人旅行連続殺人」（1996年） - 宮下幸代
- はぐれ刑事純情派 第13シリーズ（2000年） - 大浦典子
- はぐれ刑事純情派 新春スペシャル さよなら林刑事…生きるんだ!（2004年） - 井尻美佐子
- おみやさん第5シリーズ 第1話「時効直前!! 熟年離婚が呼ぶ二つの殺意」（2006年） - 山下圭子
- 京都地検の女4 第2話「熟年夫婦を襲った恋と殺人の罠!!」（2007年） - 千葉奈緒子
- 相棒 season11 元日スペシャル「アリス」（2013年） - 二百郷朋子
- 最強のふたり〜京都府警 特別捜査班〜（2015年） - 三田ゆり子

テレビ東京
- それからの武蔵（1981年1月2日） - お孝
- 多重人格の女（1988年）
- 事件の女シリーズ疑惑の標的 保険金殺人未遂事件（1988年）
- 湯の宿の女 過去からの招待状（1992年）
- 能登・金沢交換殺人事件（1992年）
- 女と愛とミステリー→水曜ミステリー9
  - やもめ記者万年さん（2002年6月） - 酒井三枝子
  - 監察医・篠宮葉月 死体は語る第3話「住宅街夫婦連続変死事件」（2003年5月21日） - 海野陽子
  - 人情刑事・宮本清四郎 死を招く山百合（2005年3月） - 川名弥生
  - 鉄道警察官・清村公三郎第3話「黒部渓谷トロッコツアー殺人事件」（2006年11月15日） - 一場さと子
  - 神の目の女刑事 鷹子（2007年） - 篠崎仁美

### バラエティ
- 料理バンザイ!（1985年4月 - 1992年3月） - 4代目アシスタント
- 木曜スペシャル「抱腹絶倒ハプニング!世界のドッキリNG大全集」
- ためしてガッテン（NHK総合）
- 団塊スタイル（2016年4-5月、NHK教育）

### ラジオ
- 歌謡大行進（1973年4月 - 1974年3月、文化放送） - 水曜パーソナリティー

### CM
- 武田薬品工業 新ベンザＡ（1971年 - ）、ハイシーA
- カルピス
- アサヒ玩具 クッキングトイ・シリーズ（1970年頃）
- 武田食品工業「いの一番」（1970年代中期）
- 伊藤ハム（1976年頃）※ 桂三枝（現・六代目桂文枝）と共演。
- フルベール化粧品（1980年代）
- シャディ（1980年代 - 1994年頃）
- サントリー 角瓶（1996年頃 - 、2006年頃 - ）※ シリーズCM「我ら、角瓶党」で鹿賀丈史・片岡鶴太郎・井川比佐志らと共演。
- 参天製薬 サンテ40（2002年）
- オーストラリア政府観光局（2002年）
- 千葉銀行（2006年 - ）
- すき家（2010年 - ）
- 花王 グレイス ソフィーナ（2011年）
- 三井のリハウス（2018年）
- 野村證券（2018年）[9]
- サントリー ロコモワ（2020年10月 - ）

## ディスコグラフィー
- 大都会の恋人たち（1968年、コロムビア、SAS-1043）江夏圭介とのデュエット
- 花と走ろう / 青春通り（1968年、コロムビア、SAS-1127）映画「大都会の恋人たち」（製作中止）挿入歌
- 大都会の夜（1969年、コロムビア、SAS-1294）
- 瀬戸の夕焼け / 水玉もようの雨（1970年10月、東宝レコード、AS-1002）
- やさしくだまして（1973年）映画「グァム島珍道中」主題歌

## 受賞
- エランドール賞 新人賞 （1967年）